# Ніколас де ла Крус
Ніколас де ла Крус (ісп. Nicolás De La Cruz, нар. 1 червня 1997, Монтевідео) — уругвайський футболіст, півзахисник аргентинського клубу «Рівер Плейт» і збірної Уругваю.
Виступав, зокрема, за клуб «Ліверпуль» (Монтевідео).
Володар Кубка Лібертадорес. Переможець Рекопи Південної Америки.

## Клубна кар'єра
Народився 1 червня 1997 року в місті Монтевідео. Вихованець юнацьких команд футбольних клубів «Коамі» та «Ліверпуль» (Монтевідео).
У дорослому футболі дебютував 2015 року виступами за команду «Ліверпуль» (Монтевідео), в якій провів два сезони, взявши участь у 35 матчах чемпіонату. 
До складу клубу «Рівер Плейт» приєднався 2017 року. Станом на 14 листопада 2022 року відіграв за команду з Буенос-Айреса 109 матчів в національному чемпіонаті.

## Виступи за збірні
У 2012 році дебютував у складі юнацької збірної Уругваю (U-17), загалом на юнацькому рівні взяв участь у 4 іграх, відзначившись одним забитим голом.
Протягом 2015–2017 років залучався до складу молодіжної збірної Уругваю. На молодіжному рівні зіграв у 26 офіційних матчах, забив 5 голів.
У 2020 році дебютував в офіційних матчах у складі національної збірної Уругваю.
У складі збірної був учасником розіграшу Кубка Америки 2021 року у Бразилії, чемпіонату світу 2022 року у Катарі.
| Дата       | Місто          | Господарі | Результат | Гості    | Турнір                       | Голи | Примітки |
| ---------- | -------------- | --------- | --------- | -------- | ---------------------------- | ---- | -------- |
| 9-10-2020  | Монтевідео     | Уругвай   | 2 – 1     | Чилі     | Відбір до ЧС 2022            | -    | 66'      |
| 13-10-2020 | Кіто           | Еквадор   | 4 – 2     | Уругвай  | Відбір до ЧС 2022            | -    | 89'      |
| 13-11-2020 | Барранкілья    | Колумбія  | 0 – 3     | Уругвай  | Відбір до ЧС 2022            | -    | 90'      |
| 17-11-2020 | Монтевідео     | Уругвай   | 0 – 2     | Бразилія | Відбір до ЧС 2022            | -    |          |
| 8-6-2021   | Каракас        | Венесуела | 0 – 0     | Уругвай  | Відбір до ЧС 2022            | -    | 69'      |
| 18-6-2021  | Бразиліа       | Аргентина | 1 – 0     | Уругвай  | Копа Америка 2021 - 1-й етап | -    | 65'      |
| 21-6-2021  | Куяба          | Уругвай   | 1 – 1     | Чилі     | Копа Америка 2021 - 1-й етап | -    | 81'      |
| 24-6-2021  | Куяба          | Болівія   | 0 – 2     | Уругвай  | Копа Америка 2021 - 1-й етап | -    | 61'      |
| 28-6-2021  | Ріо-де-Жанейро | Уругвай   | 1 – 0     | Парагвай | Копа Америка 2021 - 1-й етап | -    |          |
| 7-10-2021  | Монтевідео     | Уругвай   | 0 – 0     | Колумбія | Відбір до ЧС 2022            | -    | 46'      |
| 10-10-2021 | Буенос-Айрес   | Аргентина | 3 – 0     | Уругвай  | Відбір до ЧС 2022            | -    | 75'      |
| 14-10-2021 | Манаус         | Бразилія  | 4 – 1     | Уругвай  | Відбір до ЧС 2022            | -    | 46'      |
| 29-3-2022  | Сантьяго       | Чилі      | 0 – 2     | Уругвай  | Відбір до ЧС 2022            | -    |          |
| 2-6-2022   | Глендейл       | Мексика   | 0 – 3     | Уругвай  | товариський матч             | -    | 72'      |
| 11-6-2022  | Монтевідео     | Уругвай   | 5 – 0     | Панама   | товариський матч             | 1    | 46'      |
| 23-9-2022  | Санкт-Пельтен  | Іран      | 1 – 0     | Уругвай  | товариський матч             | -    | 46'      |
| 27-9-2022  | Братислава     | Канада    | 0 – 2     | Уругвай  | товариський матч             | 1    | 72'      |
| Усього     |                | Матчів    | 17        |          | Голів                        | 2    |          |

## Титули і досягнення
- Володар Кубка Аргентини (2):

«Рівер Плейт»: 2017, 2019
- Володар Суперкубка Аргентини (2):

«Рівер Плейт»: 2017, 2019
- Володар Кубка Лібертадорес (1):

«Рівер Плейт»: 2018
- Переможець Рекопи Південної Америки (1):

«Рівер Плейт»: 2019
- Чемпіон Аргентини (2):

«Рівер Плейт»: 2021, 2023
- Переможець Ліги Каріока (1):

«Фламенгу»: 2024
- Володар Кубка Бразилії (1):

«Фламенгу»: 2024
- Володар Суперкубка Бразилії (1):

«Фламенгу»: 2025
Збірна Уругваю
- Бронзовий призер Кубка Америки: 2024[2]